# Каберне совињон
Каберне совињон (фр. Le cabernet sauvignon) је једно од најпопуларнијих сорта црног грожђа на свету. Било је најчешће гајена сорта црног грожђа у свету већим делом 20. века, до 1990-их, када га је престигла сорта мерло. Гаји се у скоро свим виноградарским регијама на свету, од Канаде, Калифорније и Чилеа до Либана, Бугарске, јужне Француске и Аустралије. Има мала плавоцрна зрна са дебелом кожом, касно олиста и касно сазрева. Од њега се прави црвено вино каберне совињон.
Порекло ове сорте је Француска, где је каберне совињон основа вина из Бордоа, где се често меша са мерлоом и сортом каберне франк (фр. Cabernet Franc).